# مسیر دریایی سنت لورن

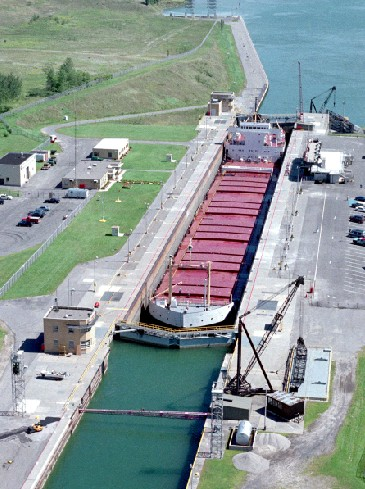
دریچه و قفل آیزنهاور در مسینا, نیویورک.

مسیر دریایی سنت لورن (فرانسوی: la Voie Maritime du Saint-Laurent‎) سیستمی از قفلها، کانالها و آبراه‌ها در کانادا و ایالات متحده می‌باشد که امکان تردد کشتی‌ها بین اقیانوس اطلس و دریاچه‌های بزرگ آمریکای شمالی انتهای غربی دریاچه سوپریور فراهم می‌کند. مسیر دریایی با نام رود سنت لارنس که از دریاچه انتاریو به اقیانوس اطلس جاری است نشات گرفته‌است. از نظر قانونی مسیر دریایی از مونترالبا کبکبه دریاچه ایری بوده و شامل کانال ولاند می‌باشد.
این بخش بالادست مسیر آبی مسیری مداوم نیست و در عوض متشکل از چندین کانال‌های قابل کشتیرانی کانال‌های درون رودخانه تعدادی از قفل ها و کانال‌هایی در امتداد سواحل رودخانه سنت لارنس برای دور زدن چند تنداب و سد در طول راه می‌باشد. تعدادی از قفل مدیریت توسط شرکت مدیریت مسیر دریایی سنت لارنس در کانادا و تعدادی دیگر در ایالات متحده توسط شرکت توسعه مسیر دریایی سنت لارنس اداره می‌شوند. دو شرکت به همراه هم با نام "بزرگراه H2O" تبلیغ می‌شوند. آن بخش از رودخانه پایین دست مونترال که به‌طور کامل در کانادا است توسط دفتر حمل و نقل کانادا در بندر کبک اداره می‌شود.